# Control-Alt-Delete (комбинация)

Размещение клавиш Ctrl, Alt и Delete на QWERTY-клавиатуре.

Control-Alt-Delete (сокращённо Ctrl+Alt+Del) — комбинация компьютерных клавиш для IBM-совместимых компьютеров, вызываемая нажатием клавиши Delete при удерживании клавиш Control и Alt: Ctrl+Alt+Del. Функция комбинации клавиш различна, но обычно она прерывает или облегчает прерывание функции. К примеру, в BIOS, DOS, OS/2, Windows 3.0 и более ранних версиях комбинация клавиш перезагружает компьютер. Начиная с Windows 3.1, команда вызывает диспетчер задач или компонент безопасности, облегчающий завершение сеанса Windows. В Windows 7,Windows 8, Windows 8.1, Windows 10 и Windows 11 данная комбинация открывает параметры безопасности компьютера, а для показа диспетчера задач используется Ctrl + ⇧ Shift + Esc.

## История
Функция мягкой перезагрузки с помощью клавиатуры впервые была разработана Дэвидом Брэдли. Брэдли, главный инженер проекта IBM PC и разработчик машин ROM-BIOS, сначала использовал Ctrl+Alt+Esc, но потом решил, что можно случайно нажать клавиши в левой части клавиатуры и перезагрузить компьютер. Поэтому главный программист проекта предложил использовать комбинацию клавиш Ctrl+Alt+Del в качестве меры безопасности. На клавиатуре IBM PC такую комбинацию невозможно нажать пальцами одной руки.
Эта особенность была задумана только как пасхальное яйцо и не была предназначена для конечных пользователей, поскольку она вызывает перезагрузку без предупреждения и дальнейшего подтверждения. Комбинация клавиш предназначалась для использования людьми, пишущими программы и документацию, чтобы они могли перезагружать свои компьютеры без их выключения. Билл Гейтс (основатель Microsoft) говорил об этом так: «То, что мы используем при разработке, не будет доступно где-либо ещё». Однако эта особенность была описана в технической документации IBM к PC, и тем самым она стала известна общественности.
Брэдли рассматривал эту работу как всего одну небольшую задачу из многих: «На это ушло пять минут, 10 минут работы, а потом я перешёл к следующему из 100 пунктов, которые надо успеть сделать».
Брэдли также известен своим высказыванием о Билле Гейтсе и своей комбинации клавиш во время празднования 20-го юбилея IBM PC: «Я изобрел её, а Билл сделал её знаменитой». Он тут же добавил, что эта комбинация упоминалась во время входа в Windows NT («Press Ctrl + Alt + Delete to log on»).
Во время презентации 21 сентября 2013, Гейтс заявил, что решение использовать Ctrl+Alt+Del как комбинацию клавиш для входа в Windows было ошибочным. Он сказал, что предпочёл бы для этого одну кнопку, но не мог позволить IBM добавлять дополнительные кнопки в раскладку клавиатуры.

## BIOS
По умолчанию, когда операционная система работает в реальном режиме (или в загрузочной среде, пока операционная система ещё не запущена), эта комбинация клавиш обрабатывается в BIOS. BIOS реагирует путём выполнения мягкой перезагрузки (также известной как тёплая перезагрузка). Примерами таких операционных систем являются DOS, Windows 3.0 в Стандартном Режиме и более ранние версии Windows.

## Windows

### Windows, основанные на DOS
В Windows 9x и Windows 3.x, запущенных в 386 Расширенном режиме, комбинации клавиш распознаются драйвером клавиатуры Windows. В соответствии со значением опции LocalReboot в секции [386Enh] файла «system.ini», Windows выполняет одно из нескольких действий. Если LocalReboot=On (по умолчанию):
- Windows 3.x отображает синий экран, позволяющий пользователю нажать Enter, чтобы завершить не отвечающую задачу (если такая задача существует) или снова нажать Control+Alt+Delete для выполнения перезагрузки[7]. Исходный код этого элементарного Диспетчера задач был написан Стивом Балмером.
- Windows 9x временно останавливает всю систему и отображает диалоговое окно завершения работы программы (окно, в котором перечислены запущенные процессы) и позволяет пользователю завершить их (при необходимости, аварийно). Пользователь может снова нажать Control+Alt+Delete для выполнения мягкой перезагрузки[8][9].

Если LocalReboot=Off, Windows производит мягкую перезагрузку.

### Семейство Windows NT
Операционные системы семейства Windows NT, в чьих названиях отсутствует «NT» (начиная с Windows 2000), используют Ctrl+Alt+Delete для самой системы. Программа входа в систему реагирует на комбинацию клавиш в следующих случаях:
Вызов безопасности Windows
Если пользователь вошёл в систему, нажатие Ctrl+Alt+Delete вызывает безопасность Windows. Это окно, позволяющее пользователю заблокировать систему, сменить пользователя, выйти из системы, сменить пароль, вызвать Диспетчер задач, завершить сеанс завершением работы, перезагрузкой или переводом компьютера в ждущий режим или в гибернацию. Комбинация клавиш всегда вызывает безопасность Windows во всех версиях и изданиях семейства Windows NT, исключая Windows XP. Сначала окно безопасности Windows было диалоговым окном, но, начиная с Windows Vista, оно становится полноэкранным.
Предупреждение безопасности
Обман входа — это социально-инженерная хитрость, суть которой заключается в том, что вредоносная компьютерная программа, притворяясь окном входа в Windows, просит пользователя ввести имя и пароль своей учётной записи с целью их похищения. Для того чтобы препятствовать этой атаке, в Windows NT была добавлена дополнительная мера безопасности, в которой Ctrl+Alt+Delete действует как предупреждение безопасности. Когда защита включена, Windows требует пользователя нажимать Ctrl+Alt+Delete каждый раз перед входом в систему или разблокировкой компьютера. Поскольку комбинация клавиш перехватывается самой системой, вредоносное ПО не может имитировать такое поведение, обман сорван. Если компьютер не входит сеть доменов Windows, средство безопасности по умолчанию отключено и должно быть вручную включено пользователем.
Поведение Windows XP
Windows XP предоставляет экран приветствия, изменённый интерфейс входа в систему. Однако он не поддерживает предупреждение безопасности. Экран приветствия может быть отключен и, тем самым, заменён на простой классический интерфейс входа в систему. Отключение может быть произведено пользователем вручную или произойти в результате входа Windows XP в домен Windows.
Windows XP использует комбинацию в следующих случаях:
1. Во время входа Ctrl+Alt+Delete отключает экран приветствия и вызывает классический интерфейс входа в Windows.
2. Если вход в систему уже был произведён, то вызывается Диспетчер задач Windows (если экран приветствия включен) или безопасность Windows (в противном случае).

В обоих семействах Windows клавиша опознаётся клавиатурным драйвером, и невозможно повторить это поведение командой SendInput и подобными. Аппаратное обеспечение наподобие геймерских мышей, впрочем, на такое способно.

## OS/2
В OS/2 данная комбинация клавиш распознаётся драйвером клавиатуры, который уведомляет о нажатии процесс менеджера сессий. Стандартный менеджер сессий в OS/2 версии 2.0 и выше является родительским процессом по отношению к процессу оболочки, которая отображает окно «The system is rebooting» и выполняет мягкую перезагрузку. Если последовательность была нажата дважды OS/2 вызывает немедленную перезагрузку, не ожидая реакции процесса менеджера сессий.
В обоих случаях система сбрасывает кэш дисков, выполняет безопасное отключение всех дисковых разделов, но не завершает работу запущенных программ. В результате этого теряются все не сохранённые данные.

## Mac
Mac OS не реагирует на нажатие Ctrl+Alt+Delete. Вместо неё для вызова аварийного меню выхода может быть использована комбинация ⌘Command+⌥Option+Esc. Тем не менее, на экране входа в Mac OS X Server нажатие Control+⌥Option+Delete (на клавиатуре Mac клавиша Option аналогична Alt) отобразит сообщение «This is not DOS».

## Ubuntu
В Ubuntu нажатие Control+Alt+Delete вызывает выход из системы.
В Ubuntu Server комбинация используется для перезагрузки компьютера без выхода из системы.

## Результаты нажатия комбинации на различных платформах
| Платформа                       | Комбинация клавиш                                     | Функция |
| ------------------------------- | ----------------------------------------------------- | --- |
| BIOS                            | Ctrl+Alt+Delete                                       | Производит мягкую перезагрузку, не инициализируя память переходом к вектору сброса IPL, после передачи сигнала ожидания выключения (на IBM PC/AT-совместимых компьютерах). |
| DOS +KEYB                       | Ctrl+Alt+Delete                                       | Производит мягкую перезагрузку, не инициализируя память переходом к вектору сброса IPL, после передачи сигнала ожидания выключения (на IBM PC/AT-совместимых компьютерах) и сброса кэша дисков (начиная с DOS 6, или с загруженным FreeKEYB). Некоторые менеджеры памяти 386 (такие как QEMM) могут перехватить это событие и произвести быструю перезагрузку. Если в многозадачной системе типа DR-DOS EMM386 /MULTI + TASKMGR запущено несколько программ, то из них будет закрыта только активная. |
| DOS + K3PLUS или FreeKEYB       | ⇧Shift+Ctrl+Alt+Delete                                | Производит мягкую перезагрузку, не инициализируя память (холодная перезагрузка) переходом к вектору сброса IPL, после передачи сигнала ожидания выключения (на IBM PC/AT-совместимых компьютерах) и сброса кэша дисков |
| DOS + K3PLUS или FreeKEYB       | LShift+RShift+Ctrl+Alt+Delete                         | Производит холодную перезагрузку путём сброса логики чипсета после передачи сигнала ожидания выключения (на IBM PC/AT-совместимых компьютерах) и сброса кэша дисков |
| Windows 3.x                     | Ctrl+Alt+Delete                                       | Закрывает неотвечающие приложения. При двойном нажатии производит мягкую перезагрузку. |
| Windows 9x                      | Ctrl+Alt+Delete                                       | Отображает диалог закрытия программ. При двойном нажатии производит мягкую перезагрузку. |
| Семейство Windows NT            | Ctrl+⇧Shift+Esc                                       | Вызов Диспетчера задач Windows. |
| Семейство Windows NT            | Ctrl+Alt+Delete                                       | - Перед входом в систему: отображает экран входа в систему. - После входа: вызов безопасности Windows; в Windows XP при включённом экране приветствия вместо этого запускается Диспетчер задач Windows. |
| OS/2                            | Ctrl+Esc                                              | Отображает список окон. |
| OS/2                            | Ctrl+Alt+Delete                                       | Производит мягкую перезагрузку. |
| OS/2                            | Ctrl+Alt, NumLock (дважды)                            | Останавливает работу системы и начинает её выгрузку на дискету. |
| Linux                           | Ctrl+Alt+Delete                                       | Уведомляет процесс init (обычно настроенный на мягкую перезагрузку). |
| Linux                           | Alt+SysRq+клавиша                                     | Выполняет определённое действие. Работает всегда, пока работает ядро. |
| Mac OS 7 и более поздних версий | ⌥Option+⌘Command+Esc                                  | Меню аварийного закрытия приложений. |
| Mac OS 7 и более поздних версий | ⌘Cmd+Control+⏏Media Eject                             | Закрытие всех программ и перезагрузка. |
| Mac OS 7 и более поздних версий | ⌘Cmd+⌥Option+Control+⏏Media Eject                     | Закрытие всех программ и выключение. |
| Mac OS 7 и более поздних версий | Control+⏏Media Eject                                  | Отображение диалога перезагрузки, выключения или перевода в ждущий режим. |
| BeOS                            | Ctrl+Alt+⇧Shift и нажатие пункта приложений в Deskbar | Уничтожение приложений. |
| KDE                             | Ctrl+Esc                                              | Запуск Диспетчера задач. |
| KDE                             | Ctrl+Alt+Esc и щелчок по окну                         | Уничтожение окон. |
| Xfce                            | Ctrl+Alt+Esc и щелчок по окну                         | Уничтожение приложения. |
| Xfce                            | Ctrl+Alt+Delete                                       | Блокирует экран и запускает экранную заставку. |
| X Window System                 | Ctrl+Alt+←Backspace                                   | Аварийно закрывает X server (комбинацию можно отключить). При использовании X Display Manager X server запустится снова. |

| Платформа                         | Комбинация клавиш                            | Функция |
| --------------------------------- | -------------------------------------------- | --- |
| Android-совместимые устройства    | Ctrl+Alt+Del на внешней клавиатуре           | В зависимости от модели: 1. Полный жёсткий перезапуск оборудования и очистка RAM; 2. Вызов меню завершения работы системы, аналогично зажатию кнопки Power(только некоторые устройства). |
| TI-30XIIS                         | On+Clear                                     | Перезагружает калькулятор и очищает RAM. |
| TI-80, TI-81, TI-82, TI-83, TI-84 | Mode, Alpha, S                               | Отображает версию ROM. Enter запускает режим самопроверки. |
| TI-85, TI-86                      | 2nd, Mode, Alpha, S                          | Отображает версию ROM. Enter запускает режим самопроверки. |
| TI-89                             | 2nd+Left Arrow+Right Arrow+On                | Перезагружает калькулятор и очищает RAM. |
| TI-89                             | Esc+On                                       | Аварийная очистка памяти. |
| TI-89                             | F5, Diamond+Clear, Alpha+S                   | Enter запускает режим самопроверки. |
| Natural display Casiocalculators  | ⇧Shift+7+On                                  | Перезагружает калькулятор и очищает RAM и EEPROM. Нажатие Shift приведёт к запуску режима самопроверки.                                                                                  |
| TI-99/4A                          | FCTN+-+                                      | Переход к экрану запуска. |
| Voyage 200                        | 2nd+Hand+On                                  | Перезагружает калькулятор и очищает RAM. |
| HP-48                             | On+C                                         | Перезагружает RPL, очищает Stack и PICT, закрывает IO и возвращается в домашнюю папку (но не очищает память).                                                                            |
| HP-48                             | On+A+F                                       | Всё то же, только с очисткой памяти. |
| Scientific AtlantaExplorer DHCT   | Volume Down+Volume Up+Info (не на удалённом) | Выполняет перезагрузку (загружает синий экран EXPLORER). |

## В культуре
Поскольку комбинация клавиш очень известна, её стали использовать в современной культуре. К примеру, текст песни Billy Talent «Perfect World» включает такие слова: «Control-Alt-Deleted. Reset my memory».
Control-Alt-Delete также упоминается в строках песни «Weird Al» Yankovic Song — It’s all about the Pentiums:
«Play me online? Well, you know that I’ll beat you.
If I ever meet you I’ll Control-Alt-Delete you»
«CtrlAltDelete» — одна из песен Bones (альбом «unrendered»)
«Ctrl + Alt + Del» — песня Rêve (альбом «Saturn Return»)